# سوروکا
سوروکا (به لاتین: Soroca) یک منطقهٔ مسکونی در مولداوی است که در استان سوروکا واقع شده‌است.
سوروکا ۱۱٫۸۸ کیلومتر مربع مساحت و ۲۲٬۱۹۶ نفر جمعیت دارد و ۴۵ متر بالاتر از سطح دریا واقع شده‌است.

## خواهرخوانده
شهرهای فلامانزی و فرارا خواهرخوانده‌های سوروکا هستند.